# Plaintel
Plaintel (en bretó Pleneventer, gal·ló Pyentè) és un municipi francès, situat a la regió de Bretanya, al departament de Costes del Nord. L'any 1999 tenia 3.471 habitants.

## Demografia
| 1962                                       | 1968  | 1975  | 1982  | 1990  | 1999  |
| ------------------------------------------ | ----- | ----- | ----- | ----- | ----- |
| 2.194                                      | 2.322 | 2.885 | 3.436 | 3.557 | 3.471 |
| Des de 1962: població sense dobles comptes |       |       |       |       |       |

## Administració
| Període   | Identitat             | Partit |
| --------- | --------------------- | ------ |
| 1945-1971 | Pierre-Marie Dutertre |        |
| 1971-1981 | Gilbert Pleven        |        |
| 1981-2001 | André Boishardy       |        |
| 2001-     | Joseph Le Vée         |        |